# Desert Moon (album)
Desert Moon is het eerste studioalbum dat werd uitgebracht door de Amerikaan Dennis DeYoung, mede-oprichter van de band Styx.

## Inleiding
Net als andere bands kreeg Styx begin jaren '80 te maken met een veranderende muziekwereld. Soli waren niet meer gewenst en de nummers moesten korter; de invloeden van de punk deed haar invloed gelden. Ook trad er enige vermoeidheid op in de onderlinge verstandhoudingen in de band. Het leidde ertoe dat zowel Tommy Shaw (die wilde meer rock) als Dennis DeYoung (bleef man van het grote gebaar) soloaspiraties kregen. Die laatste kwam in 1984 met Desert Moon. DeYoung zou bij een herstart van Styx wel weer van de partij zijn, maar het kwam even later tot een permanente breuk.
Desert Moon werd opgenomen in de Pumpkin Studio in Oak Lawn.

## Musici
- Dennis DeYoung – zang, achtergrondzang, toetsinstrumenten, percussie
- Tom Dziallo – gitaren, percussie, basgitaar
- Tom Radtke – drumstel, percussie
- Dennis Johnson – basgitaar (Don’t wait for heroes, Suspicious)
- Steve Eisen – saxofoon, conga (Suspicious)
- Rosemary Butler – tweede zangstem (Please)
- Gary Loizzo – achtergrondzang, tevens programmeerwerk drummachine, geluidstechnicus en mix
- Sandy Caulfield, Dawn Feusi, Pat Hurley, Maurice Lynn Simmons – koorzang (Boys will be boys)
- Vince Gutman, Maurice Lynn Simmons - programmeerwerk

## Muziek
Alle nummers geschreven door DeYoung behalve waar aangegeven

| Nr. | Titel                        | Duur |
| --- | ---------------------------- | ---- |
| 1.  | Don’t wait for heroes        | 4:46 |
| 2.  | Please                       | 4:20 |
| 3.  | Boys will be boys            | 5:41 |
| 4.  | Fire (Jimi Hendrix)          | 3:46 |
| 5.  | Desert moon                  | 6:09 |
| 6.  | Suspicious                   | 4:57 |
| 7.  | Gravity                      | 4:51 |
| 8.  | Dear darling (I'll be there) | 4:27 |

## Nasleep
Het album kon door de herkenbare zangstem van DeYoung in Styx nog meeliften op het succes van die band. In de Billboard 200 stond het 25 weken genoteerd en haalde een 29e plaats. Dat was voornamelijk te danken aan de single "Desert moon", dat navrant genoeg geschreven was voor Styx, voordat die band tot een voorlopig eind kwam. In Europa is geen albumnotering bekend; de single haalde de Nederlandse Top 40.